# دهستان نجف‌آباد (سیرجان)
دهستان نجف‌آباد نام دهستانی در بخش مرکزی شهرستان سیرجان، استان کرمان ایران است. 

## جمعیت
براساس سرشماری مرکز آمار ایران در سال ۱۳۸۵، جمعیت آن ۴۹۱۵ نفر (۱۱۸۵ خانوار) بوده‌است.